# キム・ソンソク
キム・ソンソク（英語: Kim Song Suk、1966年2月12日 - ）は、北朝鮮出身の女性フィギュアスケート選手（女子シングル）。1988年カルガリーオリンピック北朝鮮代表。北朝鮮代表として史上初めて女子シングル競技でオリンピック出場を果たす。

## 主な戦績
| 大会/年          | 1991-92 |
| ---------------- | ------- |
| 冬季オリンピック | 31      |